# Rare Replay
Rare Replay är en spelsamling till Xbox One utvecklad av Rare och publicerad av Microsoft Studios. Den innehåller 30 spel och firade företagets 30-årsjubileum.
Den visades på Electronic Entertainment Expo 2015. Spelet släpptes 4 augusti 2015.

## Spelupplägg
Rare Replay innehåller 30 spel utvecklade av Rare och dess föregångare Ultimate Play the Game, spelen släpptes ursprungligen från ZX Spectrum till Xbox 360. Många spel inkluderar inte i samlingen på grund av licensskäl som till exempel Donkey Kong Country och Goldeneye 007. Dessa 30 spel är:
| Spel                             | Produktionsår |
| -------------------------------- | ------------- |
| Jetpac                           | 1983          |
| Lunar Jetman                     | 1983          |
| Atic Atac                        | 1983          |
| Sabre Wulf                       | 1984          |
| Underwurlde                      | 1984          |
| Knight Lore                      | 1984          |
| Gunfright                        | 1985          |
| Slalom                           | 1986          |
| RC Pro-Am                        | 1987          |
| Cobra Triangle                   | 1989          |
| Snake Rattle 'n' Roll            | 1990          |
| Solar Jetman                     | 1990          |
| Digger T. Rock                   | 1990          |
| Battletoads                      | 1991          |
| RC Pro-Am II                     | 1992          |
| Battletoads Arcade               | 1994          |
| Killer Instinct Gold             | 1996          |
| Blast Corps                      | 1997          |
| Banjo-Kazooie                    | 1998          |
| Jet Force Gemini                 | 1999          |
| Perfect Dark                     | 2000          |
| Banjo-Tooie                      | 2000          |
| Conker's Bad Fur Day             | 2001          |
| Grabbed by the Ghoulies          | 2003          |
| Kameo                            | 2005          |
| Perfect Dark Zero                | 2005          |
| Viva Piñata                      | 2006          |
| Jetpac Refuelled                 | 2006          |
| Viva Piñata: Trouble in Paradise | 2008          |
| Banjo-Kazooie: Nuts & Bolts      | 2008          |